# Beznošci
Beznošci (lat. Gymnophiona) jesu red vodozemaca bez nogu. Žive u tropskim staništima svih dijelova svijeta.

## Opis
Trajno žive u zemlji, pa su im, kao prilagođenost na takav način života, udovi potpuno zakržljali. Zbog toga što žive u zemlji, također nisu prevelik predmet zanimanja znanstvenika. Nema tragova udova, zdjelice i prsnog obruča. Fosilni beznožac Eocaecilia imao je smanjene noge. Tijelo je dobilo crvolik ili zmijolik oblik po čemu se razlikuju od svih ostalih vodozemaca, u obliku je prstenova (annuli). Rep im je također potpuno zakržljao i kod većine se šiljasto završava.
Imaju pluća, ali dišu preko kože i usta. Lijevo plućno krilo im je kao i kod zmija zakržljalo. Pored toga i oči su rudimentirane i njihovi ostaci su pokriveni tankom opnom koja ih štiti od prljavštine. Prije se smatralo da su beznošci slijepi, ali danas se zna da mogu razlikovati svjetlost i tamu.
Veličina im izrazito varira. Najmanji poznati beznožac je Idiocranium russeli iz Kameruna, s najvećom zabilježenom dužinom od 14,4 centimetra, premda su pronađene neke ženke ležeći na jajima duge oko 9 centimetara. Nađene su i jedinke duge 5,1 centimetar, bez karakteristika ličinki. Među manjim vrstama su i Grandisonia brevis (11,2 cm) i G. larvata (9,5 cm), koje su često manje od Idiocraniuma, ali deblje su i teže od njega. Najveći beznožac je Caecilia thompsoni  s dužinom tijela 151,5 centimetara, ali i druge vrste, Caecilia tentaculata i Caecilia nigricans dosežu veličinu preko 100 cm i dosta su teže.
Koža im je najčešće glatka i tamna, ali postoje i vrste sa šarenom kožom. Kao i drugi vodozemci, posjeduju otrovne žlijezde u koži, iako snaga tih otrova još uvijek nije poznats. Imaju koštane ploče ispod kože, što ih razlikuje od drugih vodozemaca. Te ploče sastoje se od kolagenih vlakana prekrivenih mineraliziranim kvržicama.

## Razmnožavanje
Većina vrsta polaže krupna jaja, iako ima i vrsta koje imaju unutrašnju oplodnju. Oko 25 % vrsta su oviparne; ženke leže na jajima. Mužjaci imaju organ nalik na penis, koji bude unutar nečisnice ženke oko 2 do 3 sata. Jedinke nekih vrsta se kote kao ličinke, ali ima i dosta onih koje se odmah pojave u metamorfoziranom stanju. Ličinke nisu potpuno vodene, ali dnevno vrijeme provode na tlu u blizini vode.
75 % vrsta su viviparne, što znači da kote već razvijene potomke. Plod se prehranjuje jajnim stanicama iz jajovoda, koje jedu posebnim strugajućim zubima. Vrsta koja polaže jaja, Boulengerula taitanus svoje mladunce hrani vanjskim slojem kože, a mladunci ih ljušte sličnim zubima.

## Ishrana
Beznošci su mesožderi, dok prirodna ishrana većine vrsta još nije proučena. Istraživanja koja su provedena ukazuju na to da se hrane gujavicama ili nekim drugim beskralježnjacima meke kože, koji žive ispod zemlje. Neki beznošci, kao što su oni iz roda Siphonops mravima i termitima živeći u blizini njihovih gnijezda. Osim toga, kornjaši, male žabe, gušteri i male slijepe zmije su također nađene u želucima nekih beznožaca.